# Lippisch Ente
Lippisch Ente ("raca") je bil prvo polnovelikostno letalo na raketni pogon. Originalno ga je zasnoval Alexander Lippisch kot jadralno letalo. Prvi gnani let so izvedli 11. junija 1928, testni pilot je bil Fritz Stamer.
Uporabili so dva raketna motorja na črni smodnik. Najprej so vžgali eno raketo, za njo pa še drugo. Čas delovanja vsake rakete je bil okrog 30 sekund.

## Specifikacije(RRG Raketen-Ente)
Podatki iz 
Splošne značilnosti
- Posadka: 1
- Dolžina: 4,31 m (14 ft 2 in)
- Razpon kril: 11,94 m (39 ft 2 in)
- Površina kril: 20,3 m2 (219 sq ft)
- Vitkost: 7
- Pogon letala: 2 × Sander black powder rockets, 0,1962 kN (44,1 lbf) potisk motorjev  vsak

Zmogljivost
- Doseg: 1,5 km (1 mi; 1 nmi)